# Волгорєченськ
Волгорєченськ (рос. Волгоре́ченск) — промислове місто (з 1994 р.) в Костромській області Росії, за 40 км від Костроми вниз по Волзі в напрямку Пльоса. Населення — 16701 чоловік. (2016). Виникло в 1964 році як селище міського типу. Його народження пов'язане з початком будівництва Костромської ДРЕС.